# ChatGPT
ChatGPT (Chat Generative Pre-trained Transformer)  este un chatbot lansat de OpenAI în noiembrie 2022.
A fost lansat ca prototip la 30 noiembrie 2022 și a atras rapid atenția pentru răspunsurile sale detaliate și răspunsurile articulate în multe sectoare de activitate umană. Acuratețea sa faptică neuniformă a fost identificată ca un dezavantaj semnificativ. După lansarea ChatGPT, OpenAI a fost evaluat la 29 de miliarde de dolari americani.
De la lansare, GPT-3 a fost folosit pentru a genera text pentru chatbot, pentru a rezuma date, pentru a crea articole și relatări, pentru a construi sisteme de asistență pentru clienți, pentru a ajuta la sarcini de răspuns la întrebări și multe altele. Poate fi integrat cu alte servicii AI, cum ar fi Google Cloud Platform sau Amazon Web Services, pentru a automatiza sarcini sau pentru a rezolva probleme complexe. Capacitatea sa de a înțelege limbajul natural îl face deosebit de util în interfețele conversaționale, cum ar fi asistenții virtuali și chatboții. Această abilitate se datorează modelelor de limbaj utilizate, rezultat al lingvisticii computaționale încorporând noțiunile de limbaj formal și gramatici generative.
Lansarea inițială a ChatGPT era bazată pe GPT-3.5. O versiune bazată pe GPT-4, cel mai nou model OpenAI, datează de pe 14 martie 2023 și este disponibilă doar pentru abonații plătitori.
Erorile factuale generate de acest bot sunt numite halucinații ale programelor de inteligență artificială.

## Instrucția programului
ChatGPT este un membru al familiei de modele de limbaj generative pre-antrenate (GPT). A fost reglat fin (o abordare a transferului de învățare  ) peste o versiune îmbunătățită a GPT-3 a OpenAI cunoscută sub numele de „ GPT-3.5 ”. 
Procesul de reglare fină a folosit atât învățarea supravegheată, cât și învățarea prin consolidare într-un proces numit învățare prin consolidare din feedback uman (RLHF).   Ambele abordări folosesc antrenori umani pentru a îmbunătăți performanța modelului. În cazul învățării supravegheate, modelul a fost prevăzut cu conversații în care formatorii au jucat ambele părți: utilizatorul și asistentul AI. În pasul de învățare prin consolidare, formatorii umani au clasificat mai întâi răspunsurile pe care modelul le-a creat într-o conversație anterioară.  Aceste clasamente au fost folosite pentru a crea „modele de recompensă” pe care modelul a fost ajustat în continuare folosind mai multe iterații ale Proximal Policy Optimization (PPO).   Algoritmii Proximal Policy Optimization sunt o alternativă rentabilă la algoritmii de învățare prin consolidare fără model. 
ChatGPT a folosit inițial o infrastructură de supercomputere Microsoft Azure, alimentată de GPU-uri Nvidia, pe care Microsoft a construit-o special pentru OpenAI și care, conform informațiilor, a costat „sute de milioane de dolari”. După succesul ChatGPT, Microsoft a modernizat dramatic infrastructura OpenAI în 2023. 
OpenAI colectează date de la utilizatorii ChatGPT pentru a instrui în continuare și a perfecționa serviciul. Utilizatorii pot vota favorabil sau defavorabil răspunsurile pe care le primesc de la ChatGPT și pot completa un câmp de text cu feedback suplimentar.  

## Caracteristici și limitări

### Caracteristici
Deși funcția de bază a unui chatbot este de a imita un interlocutor uman, ChatGPT este versatil. De exemplu, poate scrie și depana programe de calculator;  compune muzică, scenarii de televiziune, basme, eseuri pentru studenți; să răspundă la întrebările de examen (uneori, în funcție de test, la un nivel peste media unui om);  scrie poezie și versuri de cântece;  emula un sistem Linux ; simula o întreagă cameră de chat; juca jocuri precum x și 0; simula un bancomat.  Baza de date de instruire ale ChatGPT includ manualul de instrucțiuni, informații despre fenomenele de pe internet și limbaje de programare, cum ar fi Bulletin Board System și limbajul de programare Python. 
În comparație cu predecesorul său, InstructGPT, ChatGPT încearcă să reducă răspunsurile dăunătoare și înșelătoare.  Într-un exemplu, în timp ce InstructGPT acceptă premisa mesajului „Spune-mi despre când a venit Cristofor Columb în SUA în 2015” ca fiind adevărată, ChatGPT recunoaște natura contrafăcută a întrebării și își încadrează răspunsul ca o considerație ipotetică a ceea ce s-ar putea întâmpla dacă Columb ar veni în SUA în 2015, folosind informații despre călătoriile lui Cristofor Columb și fapte despre lumea modernă – inclusiv percepțiile moderne despre acțiunile lui Columb. 
Spre deosebire de majoritatea chatbot-urilor, ChatGPT își amintește solicitările anterioare primite în cadrul aceleiași conversații. Jurnaliștii au speculat că acest lucru va permite ca ChatGPT să fie folosit ca terapeut personalizat.  Pentru a preveni prezentarea către și producerea rezultatelor ofensatoare de către ChatGPT, interogările sunt filtrate prin API -ul OpenAI „Moderation endpoint” (un AI separat bazat pe GPT),   și solicitările potențial rasiste sau sexiste sunt respinse. 
În martie 2023, OpenAI a anunțat că va adăuga suport pentru pluginuri pentru ChatGPT.  Aceasta include atât pluginuri create de OpenAI, cum ar fi navigarea pe web și interpretarea codului, cât și pluginuri externe de la dezvoltatori precum Expedia, OpenTable, Zapier, Shopify, Slack și Wolfram.   Aceste pluginuri au devenit operaționale în a doua jumătate a anului 2023, fiind disponibile pentru utilizatorii serviciului premium.
Utilizatorii serviciului premium au acces la funcția de browsing cu Bing, analiză avansată de date pe fișiere încărcate și crearea de imagini cu Dall-E3.

### Limitări
ChatGPT are mai multe limitări. OpenAI recunoaște că ChatGPT „scrie uneori răspunsuri care sună plauzibil, dar incorecte sau fără sens”.  Acest comportament este comun modelelor mari de limbaj și se numește „halucinație”.  Modelul de recompensă ChatGPT, conceput în jurul supravegherii umane, poate fi supraoptimizat și, astfel, poate împiedica performanța, într-un exemplu de patologie de optimizare cunoscută sub numele de legea lui Goodhart. 
ChatGPT are cunoștințe limitate despre evenimentele care au avut loc după septembrie 2021. 
La instruirea ChatGPT, recenzorii umani au preferat răspunsuri mai lungi, indiferent de înțelegerea reală sau conținutul faptic.  Datele de antrenament suferă, de asemenea, de prejudecăți algoritmice, care pot fi dezvăluite atunci când ChatGPT răspunde la solicitări, inclusiv descriptori ai persoanelor. Într-un caz, ChatGPT a generat un rap care indică faptul că femeile și oamenii de știință de culoare erau inferiori oamenilor de știință albi și bărbați.  
ChatGPT gratuit nu are acces la internet; acces la internet au doar versiunile cu plată.
Niște avocați care au folosit ChatGPT pentru a scrie o apărare bazată pe precedente juridice au constatat că au fost induși în eroare, el inventând precedente fictive (inexistente).
De obicei ChatGPT nu poate oferi referințe (citări, note de subsol) pentru ce scrie, dar există maniere de a-l sili să ofere surse.
ChatGPT poate rezuma articole sau cărți, dar deseori dă rateuri sau halucinații; de aceea se recomandă folosirea rezumatelor doar pentru articole și cărți pe care utilizatorul le-a citit în prealabil.

## Serviciul

### Serviciul de bază
ChatGPT a fost lansat pe 30 noiembrie 2022 de OpenAI – cu sediul în San Francisco, și creatorul DALL·E 2 și Whisper AI. Serviciul a fost inițial gratuit pentru public, compania având în plan să monetizeze serviciul ulterior.  Până la 4 decembrie 2022, ChatGPT avea peste un milion de utilizatori.  În ianuarie 2023, ChatGPT a ajuns la peste 100 de milioane de utilizatori, devenind-o aplicația pentru consumatori cu cea mai rapidă creștere până în prezent.  CNBC a scris pe 15 decembrie 2022 că serviciul „încă cade din când în când”.  În plus, serviciul gratuit este limitat.  În perioadele de funcționare a serviciului, latența de răspuns a fost de obicei mai mică de cinci secunde în ianuarie 2023.   Serviciul funcționează cel mai bine în engleză, dar poate funcționa și în alte limbi, cu diferite grade de succes.  Nu a fost publicată nicio lucrare tehnică oficială cu evaluare colegială despre ChatGPT. 
Compania oferă un instrument, numit „clasificator AI pentru indicarea textului scris prin AI”,  care încearcă să determine dacă textul a fost scris de un AI, cum ar fi ChatGPT. OpenAI avertizează că instrumentul „va produce probabil o mulțime de fals pozitive și negative, uneori cu mare grad de încredere”. Un exemplu citat în revista The Atlantic a arătat că atunci „când au primit primele rânduri ale Cărții Genezei, software-ul a concluzionat că este probabil să fie generat de AI”. 

### Serviciul premium
În februarie 2023, OpenAI a început să accepte înregistrări de la clienții din SUA pentru un serviciu premium, ChatGPT Plus, care costă 20 dolari pe lună.  Compania a promis că versiunea actualizată, dar încă „experimentală” a ChatGPT va oferi acces în orele de vârf, fără timpi de nefuncționare, acces prioritar la noi funcții și viteze de răspuns mai rapide. 
GPT-4, care a fost lansat pe 14 martie 2023, este disponibil prin API și pentru utilizatorii premium ChatGPT.  Cu toate acestea, utilizatorii premium au fost limitati la un plafon de 100 de mesaje la fiecare patru ore, limita strângându-se ulterior la 25 de mesaje la fiecare trei ore ca răspuns la cererea crescută.  Microsoft a recunoscut că chatbot-ul Bing folosea GPT-4 înainte de lansarea oficială a lui GPT-4. 

### Suport pentru dezvoltatori de software
Ca o completare la pachetul său „ChatGPT Professional” pentru consumatori, OpenAI a pus la dispoziție API- urile sale ChatGPT și Whisper din martie 2023, oferind dezvoltatorilor o interfață de programare a aplicațiilor pentru limbaj activat AI și funcții de vorbire în text. Noul API al ChatGPT folosește același model GPT-3.5-turbo AI ca și chatbot-ul. Acest lucru permite dezvoltatorilor să adauge fie o versiune nemodificată, fie o versiune modificată a ChatGPT la aplicațiile lor.  API-ul ChatGPT costă 0,002 dolari la 1000 de jetoane (adică aproximativ 750 de cuvinte), ceea ce îl face de zece ori mai ieftin decât modelele GPT-3.5.  
Cu câteva zile înainte de lansarea serviciului de asistență pentru dezvoltatori de software al OpenAI, pe 27 februarie 2023, Snapchat a lansat, pentru baza sa de utilizatori plătitori Snapchat Plus, un chatbot personalizat ChatGPT numit „My AI”. 

### Breșa de securitate din martie 2023
În martie 2023, o eroare (un bug) a permis unor utilizatori să vadă titlurile conversațiilor altor utilizatori. Directorul general al OpenAI, Sam Altman, a spus că utilizatorii nu au putut vedea conținutul conversațiilor. La scurt timp după ce eroarea a fost remediată, utilizatorii nu au putut să-și vadă istoricul conversațiilor.     Rapoartele ulterioare au arătat că eroarea a fost mult mai gravă decât se credea inițial, OpenAI raportând că a divulgat „numele și prenumele, adresa de e-mail, adresa de plată, ultimele patru cifre (doar) ale unui număr de card de credit și data de expirare a cardului de credit” al utilizatorilor.  

### În alte limbi
În martie 2023, OpenAI a anunțat că islandeza va deveni a doua limbă a ChatGPT după engleză. Islandeza a fost aleasă după ce un convoi islandez, condus de președintele Islandei Guðni Th. Jóhannesson, a vizitat OpenAI în 2022.   

### Direcții viitoare
Potrivit cercetătorului asociat al OpenAI, Scott Aaronson, OpenAI lucrează la un instrument de filigranare digitală a sistemelor sale de generare de text pentru a combate persoanele rău intenționate care îi folosesc serviciile pentru plagiat academic sau spam.  
În februarie 2023, Microsoft a anunțat un cadru experimental și a oferit o demonstrație rudimentară a modului în care ChatGPT poate fi utilizat pentru a controla robotica cu comenzi intuitive în limbaj natural.  

## Versiunile modelelor ChatGPT
ChatGPT a evoluat rapid de la lansarea sa inițială, cu versiuni care îmbunătățesc constant performanța și funcționalitățile. Iată cronologia principalelor actualizări:
GPT-1, modelul care a fost introdus în iunie 2018, a fost prima iterație a seriei GPT (Generative Pre-trained Transformer) și a constat în 117 milioane de parametri. Aceasta a stabilit arhitectura de bază pentru ChatGPT așa cum o cunoaștem astăzi.
GPT-1 a demonstrat puterea învățării nesupravegheate în sarcinile de înțelegere a limbii, folosind cărțile ca date de antrenament, pentru a prezice următorul cuvânt dintr-o propoziție.
GPT-2, care a fost lansat în februarie 2019, a reprezentat o actualizare semnificativă cu 1,5 miliarde de parametri. Acesta a prezentat o îmbunătățire dramatică a capacităților de generare de text și a produs text coerent, cu mai multe paragrafe.
Din cauza potențialei sale utilizări greșite, GPT-2 nu a fost lansat inițial publicului. Modelul a fost lansat în cele din urmă în noiembrie 2019, după ce OpenAI a efectuat o lansare în etape pentru a studia și a atenua riscurile potențiale.
GPT-3 a fost un salt uriaș înainte în iunie 2020. Acest model a fost antrenat pe 175 de miliarde de parametri. Capacitățile sale avansate de generare de text au condus la utilizarea pe scară largă în diverse aplicații, de la redactarea de e-mailuri și scrierea de articole până la crearea de poezii și chiar generarea de cod de programare. De asemenea, a demonstrat capacitatea de a răspunde la întrebări concrete și de a traduce între limbi.
GPT-4 al OpenAI a fost lansat pe 14 martie 2023. Observatorii au raportat că GPT-4 este o îmbunătățire impresionantă a ChatGPT, cu avertismentul că GPT-4 păstrează multe dintre aceleași probleme.  Spre deosebire de ChatGPT, GPT-4 poate prelua imagini precum și text ca intrare.  OpenAI a refuzat să dezvăluie informații tehnice, cum ar fi dimensiunea modelului GPT-4. 
ChatGPT Plus oferă acces la versiunea ChatGPT acceptată de TPG-4,  care costă 20 dolari pe lună. 
Următorul tabel prezintă principalele versiuni ale modelului ChatGPT, descriind schimbările semnificative incluse în fiecare versiune:
| Versiune      | Data lansării     | Detalii |
| GPT-1         | iunie 2018        | Prima iterație a seriei de modele GPT care a constat în 117 milioane de parametri.                                                                            |
| GPT-2         | februarie 2019    | A doua iterație a modelului GPT, care conținea acum 1,5 miliarde de parametri.                                                                                |
| GPT-3         | Iunie 2020        | A treia iterație a modelului GPT. |
| GPT‑3.5       | 30 noiembrie 2022 | Prima lansare oficială globală a ChatGPT, reprezentată de peste 175 de miliarde de parametri, bazată pe modelul GPT-3, lansată ca „research preview” gratuit. |
| GPT‑3.5 Turbo | 1 martie 2023     | Versiune optimizată pentru viteză și cost, cu acuratețe îmbunătățită față de GPT‑3.5.                                                                         |
| GPT‑4         | 14 martie 2023    | Introducerea GPT‑4 în ChatGPT Plus, cu capacitate de raționament avansat și suport multimodal limitat.                                                        |
| GPT‑4o        | 13 mai 2024       | Model „Omni” multimodal (text, imagine, audio, video), de două ori mai rapid decât GPT‑4 și disponibil gratuit în limita abonamentului.                       |
| GPT‑4o mini   | 18 iulie 2024     | Varianta mai compactă și mai ieftină a GPT‑4o, optimizată pentru integrare eficientă în servicii și API-uri.                                                  |
| o1‑preview    | septembrie 2024   | Previzualizare a modelului o1, conceput pentru raționament complex și „gândire” înainte de generarea răspunsului.                                             |
| o1‑mini       | septembrie 2024   | Versiune mai mică și mai rapidă a modelului o1, menținând performanțe ridicate pentru sarcini de programare și matematică.                                    |
| o1            | 5 decembrie 2024  | Lansarea completă a modelului o1, cu analiză internă extinsă și performanțe de top în rezolvarea problemelor complexe.                                        |
| o1 pro mode   | 5 decembrie 2024  | Mod „Pro” al modelului o1, utilizând mai multe resurse de calcul pentru răspunsuri și mai detaliate, disponibil prin abonamentul ChatGPT Pro.                 |
| o3‑mini       | ianuarie 2025     | Următorul pas după o1‑mini, cu capabilități de raționament și integrare de instrumente superioare.                                                            |
| o3‑mini‑high  | ianuarie 2025     | Variantă a o3‑mini care alocă un efort de raționament suplimentar pentru răspunsuri foarte detaliate.                                                         |
| GPT‑4.5       | februarie 2025    | Model extrem de mare, cu îmbunătățiri semnificative în reducerea „halucinațiilor”, creativitate și recunoaștere de tipare.                                    |
| GPT-4.1       | 14 aprilie 2025   | Familie nouă (4.1, Mini, Nano) cu fereastră de context de 1 milion tokeni, performanță de top în codare și urmărire a instrucțiunilor, disponibilă prin API.  |
| o3            | 16 aprilie 2025   | Model de raționament avansat cu integrare nativă de instrumente și capabilitatea de a executa sarcini complexe.                                               |
| o4‑mini       | 16 aprilie 2025   | Versiune miniaturizată a modelului o4, excelentă la sarcini vizuale, matematice și de programare, depășind GPT‑3.5 Turbo în performanță.                      |

## Recepție
Inginerii OpenAI spun că nu se așteptau ca ChatGPT să aibă mare succes și au fost surprinși de atenție.  

### Pozitivă
ChatGPT a fost primit în decembrie 2022 cu câteva recenzii pozitive. Kevin Roose de la The New York Times l-a etichetat „cel mai bun chatbot de inteligență artificială lansat vreodată publicului larg”.  Samantha Lock de la ziarul The Guardian a remarcat că a reușit să genereze text „impresionant de detaliat” și „similar omului”.  Scriitorul de tehnologie Dan Gillmor a folosit ChatGPT într-o temă de studenție și a descoperit că textul generat era la egalitate cu ceea ce ar oferi un student bun și a opinat că „un profesor universitar are să se confrunte cu câteva probleme foarte serioase ”.  Alex Kantrowitz de la revista Slate a lăudat renegarea de ChatGPT la întrebări legate de Germania nazistă, inclusiv la declarația că Adolf Hitler a construit autostrăzi în Germania, care a primit informații cu privire la utilizarea muncii forțate de către Germania nazistă. 
În „Descoperirile anului” ale revistei Atlantic pentru 2022, Derek Thompson a inclus ChatGPT ca parte a „erupției generative a AI-ului” care „ne poate schimba părerea despre cum lucrăm, cum gândim și ce este cu adevărat creativitatea umană”. 
Kelsey Piper de pe site-ul web Vox a scris că „ChatGPT este prima introducere practică a publicului larg în cât de puternică a devenit AI modernă și, ca urmare, mulți dintre noi suntem [uimiți]” și că ChatGPT este „suficient de inteligent pentru a fi util în ciuda defectelor sale”.  Paul Graham de la Y Combinator a postat pe Twitter că „Lucrul izbitor la reacția la ChatGPT nu este doar numărul de oameni care sunt uluiți de acesta, ci și cine sunt ei. Aceștia nu sunt oameni care sunt entuziasmați de fiecare lucru nou strălucitor. În mod clar, ceva mare se întâmplă.”  Elon Musk a scris că „ChatGPT este înfricoșător de bun. Nu suntem departe de o IA periculos de puternică”.  Musk a întrerupt accesul OpenAI la o bază de date Twitter în așteptarea unei mai bune înțelegeri a planurilor OpenAI, declarând că „OpenAI a fost început ca sursă deschisă și nonprofit. Nici unul nu este încă adevărat.”   Musk a co-fondat OpenAI în 2015, parțial pentru a aborda riscul existențial din cauza inteligenței artificiale, dar a demisionat în 2018. 
În decembrie 2022, Google și-a exprimat în interior alarmarea cu privire la puterea neașteptată a ChatGPT și la potențialul recent descoperit al modelelor mari de limbaj de a perturba activitatea cu motoare de căutare, iar CEO-ul Sundar Pichai a reatribuit echipe din mai multe departamente pentru a-și ajuta produsele de inteligență artificială, conform unui raport din The New York Times.  Potrivit rapoartelor CNBC, angajații Google au testat intens un chatbot numit „Apprentice Bard”, pe care Google l-a dezvăluit ulterior drept concurent ChatGPT, Google Bard.  
Stuart Cobbe, un expert contabil din Anglia și Țara Galilor, a decis să testeze ChatGPT introducând întrebări dintr-un exemplu de lucrare de examen pe site-ul web ICAEW și apoi introducând răspunsurile din nou în testul online. ChatGPT a marcat 42 la sută, sub 55 nota de trecere la sută. 
Scriind la Inside Higher Ed, profesorul Steven Mintz afirmă că „îl consideră pe ChatGPT... un aliat, nu un adversar”. El a simțit că AI ar putea ajuta obiectivele educaționale făcând astfel de lucruri, cum ar fi realizarea de liste de referință, generarea de prime schițe, rezolvarea ecuațiilor, depanarea (debugging) și educația. 
CEO-ul OpenAI, Sam Altman, a fost citat în The New York Times spunând că „beneficiile AI pentru omenire ar putea fi „atât de incredibil de bune încât îmi este greu să mi le imaginez”. (El a mai spus că, în cel mai rău caz, AI ne-ar putea ucide pe toți.)" 